# Scott Cohen
Scott Cohen (Nova Iorque, 19 de dezembro de 1964), é um ator norte-americano. É mais conhecido pelo seu papel no filme Gia com Angelina Jolie. Participou também do seriado Law & Order: Trial by Jury como o detetive Chris Ravelle e de outros como Gilmore Girls, Law & Order: Criminal Intent e na mini-série da NBC The 10th Kingdom.